# Sant Cristòfol de Tavertet
Sant Cristòfol és una església parroquial en una plaça a l'entrada de la població de Tavertet, al costat de llevant. L'absis s'alça a la vora mateixa del cingle.

## Història
Les seves notícies més antigues en les llistes de parròquies del bisbat de Vic, datables entre els anys 1025 i 1050, on l'església apareix com a parròquia de Sant Cristòbal; en les posteriors, del segle xii, com a Tavertet. El lloc de Tavertet, amb l'església amb el nom complet es troba en la infeudació que l'any 1070 feren a Guillem Umbert els vescomtes d'Osona-Cardona, senyors de Rupit, Ramon Folc i Ermessenda, de dues cavalleries de terra que tenia Ramon Miró de Tavertet, exceptuant-ne l'església. L'edifici del segle xi començà a ser reformat al final del segle xii o principi del XIII, en erigir-se un campanar amb finalitats defensives. Al segle xvii s'amplia pel costat de tramuntana amb una nau que s'uní a l'antiga obrint dos grans arcs. Al segle xviii s'afegí la sagristia de migdia. Possiblement, el sobrealçat de l'absis correspon també a aquest moment. A finals del segle XX es posà al descobert l'aparell romànic que havia estat recobert i es tornà l'absis al seu estat primitiu.

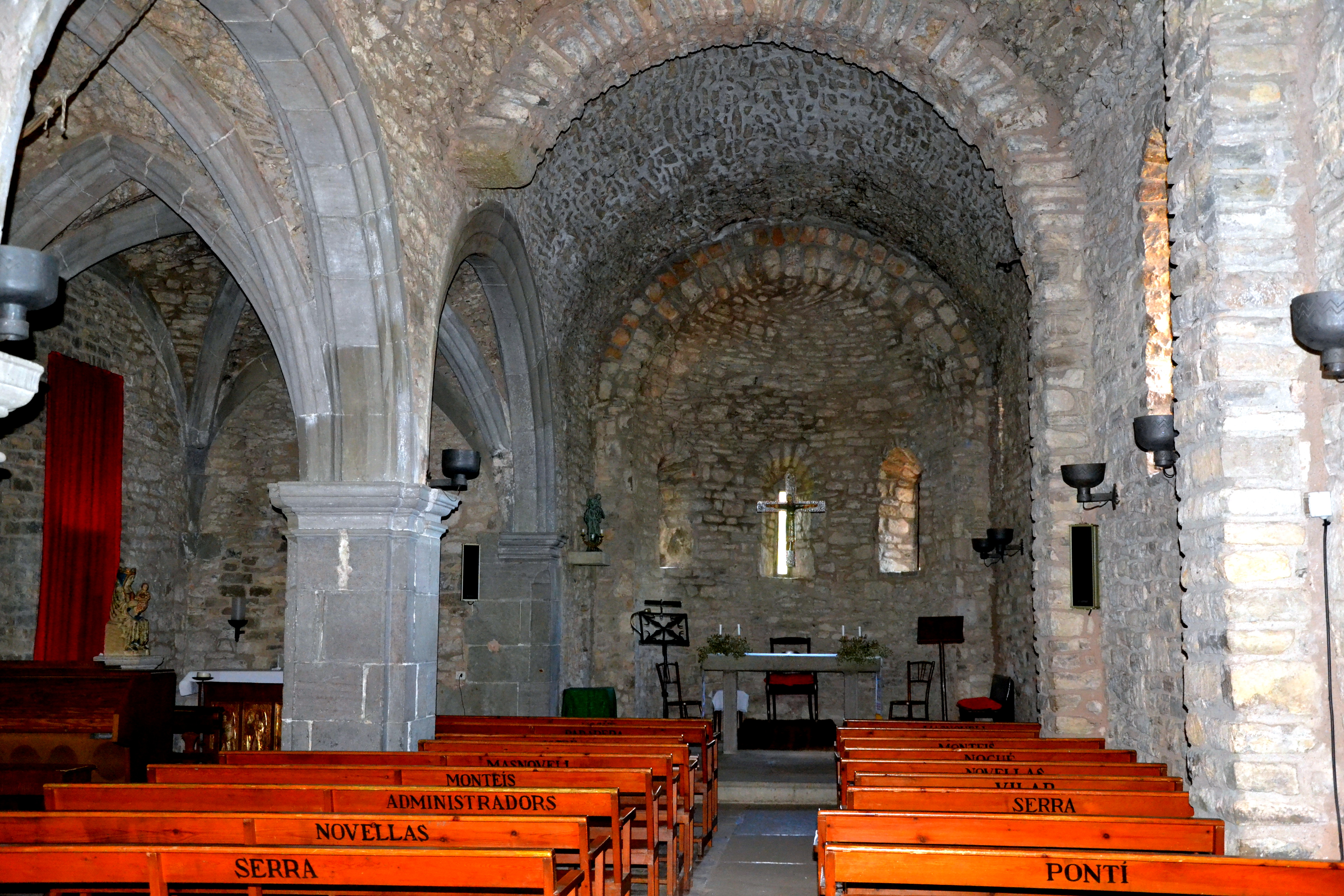
A l'esquerra, la nau gòtica afegida al (2015)

## Arquitectura
Consta de diversos cossos afegits a la construcció primitiva, que era d'una sola nau coberta amb volta de canó, capçada a llevant per un absis semicircular que s'alça a frec d'un dels cingles de Tavertet. Les parts afegides són un perllongament de la nau vers a ponent, on es bastí el campanar de planta quadrada; una nau lateral al cantó de tramuntana, coberta amb arqueria gòtica i una capella de planta quadrangular al cantó de migjorn, prop del presbiteri. L'absis, que és la part més antiga, és cobert amb volta de quart d'esfera i té planta semicircular, amb tres finestres absidals de doble esqueixada, situades al centre de cadascuna de les tres bandes que apareixen a l'exterior separades per lesenes i que són desiguals. La banda situada a tramuntana té una sèrie de cinc arcs cecs, la central en té tres i la situada cap a migjorn en té quatre. La nau és coberta amb volta de canó reforçada per tres arcs torals que la divideixen en quatre trams. El portal es troba a migdia i és adovellat, amb dovelles de grans dimensions. En aquest mateix costat hi ha dues finestres de doble esqueixada d'origen clarament romànic mentre que la del presbiteri és posterior. L'aparell de l'absis és de carreuons irregulars però ben travats i força junts, mentre que a la resta de la nau l'aparell té uns junts gruixuts de morter de calç. A l'exterior els aparells són força barrejats, predominant el que té els junts gruixuts. Tot i la seva heterogeneïtat, presenta un cert aspecte unitari, en el que predominen els modes característics de l'arquitectura osonenca del segle xi. La pica beneitera que es conserva a l'interior és, probablement posterior a l'època romànica.